# 音響パワー
音響パワー（おんきょうパワー、英: sound power）とは、音場内のある面を単位時間に通過する音響エネルギーである。指定された面に垂直な方向の体積速度と音圧の同相成分の積の時間平均値で与えられる。パワーすなわち仕事率である。SI単位は[W]（ワット＝[J/s]）。音響エネルギー束（英: sound energy flux）ともいう。
単位時間に音源が放射する音響エネルギーの総和を音響出力（おんきょうしゅつりょく、英: sound power of a source）といい、音源を囲む閉曲面を単位時間に通過する音響エネルギー、すなわち音源を囲む閉曲面を通過する音響パワーに等しい。そのため、音響パワーの語を音響出力と同義に使う場合もある。

## 算出
音響パワー {\displaystyle W} [W] は、音場内のある点の単位面積を単位時間に通過する音響エネルギーである、音響インテンシティ（音の強さ） {\displaystyle {\boldsymbol {I}}} を、有限のある面について、面と垂直な方向の単位ベクトルとの内積を積算した量であり、
{\displaystyle W=\int {\boldsymbol {I}}\cdot d{\boldsymbol {S}}}
で表される。（なお、音源を取り囲む閉曲面を通過する音響パワーを音響出力と呼ぶ。）
さて、ベクトル量である {\displaystyle {\boldsymbol {I}}} の大きさ {\displaystyle I} [W/m2]は、媒質中の単位体積に含まれる音波のエネルギーであるエネルギー密度E (=p2/ρc2)から、音圧（実効音圧）p [Pa]、媒質の密度ρ [kg/m3]、媒質中の音波の伝搬速度（音速） c [m/s]を用いて、
{\displaystyle I=cE={\frac {p^{2}}{\rho c}}}
と表される。
よって、密度 ρ の媒質中の平面波または球面波について、伝搬速度 c、面積 A、実効音圧 p ときの音響パワー W は、次式で与えられる。
{\displaystyle W={\frac {p^{2}}{\rho c}}A\mathrm {cos} \theta }
ここで、{\displaystyle \theta } は音の伝搬方向と面に垂直な方向のなす角度であり、伝搬方向に直交する面のとき{\displaystyle \theta =0^{\circ }}となり、{\displaystyle \cos \theta =1}となる。
例えば、常温の空気中（ρ=1.2 kg/m2,c=343 m/s ）にて音圧レベルが85 dB、すなわち音圧0.356 Paの音の音響パワーは、音の伝搬方向に直交する単位面積 A=1m2 あたり 0.3 mW となる。

## 粒子速度（または体積速度）による定義
音響パワーは、音響インテンシティと同様、音圧 {\displaystyle p} と粒子速度 {\displaystyle {\boldsymbol {u}}} により記載される。
{\displaystyle W=\int (p{\boldsymbol {u}})\cdot \mathrm {d} {\boldsymbol {S}}}
これは、指定された面に垂直な方向の体積速度（振動している面上にとられた微小部分の面積とその面に垂直な粒子速度成分との積 {\displaystyle {\boldsymbol {u}}\cdot d{\boldsymbol {S}}} を、振動面全体にわたって積分したもの）と音圧 {\displaystyle p} の同相成分の積を表している。
このように物理的には、音響パワーの瞬時値を求めることが可能であるが、音圧で実効音圧をとるのと同様に、時間平均（ある時間についてやりとりされるエネルギーをその時間で除した値）をとる。

## 音響出力
機器やスピーカなどの音源が単位時間に出す音響エネルギーの総量を音響出力（おんきょうしゅつりょく、英: sound power of a source）といい、音源を囲む閉曲面を単位時間に通過する音響エネルギー、すなわち音源を囲む閉曲面{\displaystyle {\boldsymbol {S}}}を通過する音響パワーに等しい。
{\displaystyle W=\oint _{S}{\boldsymbol {I}}\cdot d{\boldsymbol {S}}}
そのため、音響パワーの語を音響出力と同義に使う場合もある。JIS（日本産業規格）では、音源の音響エネルギーについては、「音源の音響出力」「音源の音響パワー」と「音源」の語を付して定義する。音声源から放出される量については「音声パワー」とされることがある。

### 音響パワーレベル
音響パワーレベル（おんきょうパワーレベル、英:  sound power level of a source）あるいは音響出力レベルは、音響出力（音源の音響パワー）のレベル表示であり、すなわち与えられる基準値の比の対数。通常、対数の底を10とした常用対数を10倍し、デシベル [dB]を単位として表す。
すなわち、音響パワーW[W]をデシベルとして表す音響パワーレベル{\displaystyle L_{W}} [dB]は、
{\displaystyle L_{W}=10\log _{10}{\frac {W}{W_{0}}}} [dB]
と定義される。ここで、基準となる音響パワーW0は、特に指定のない限り、 1 pW（＝10-12 [W]）である。

### 音量
音量（おんりょう、英: volume）は、音響機器での出力の大きさ（ボリューム）を指して、オーディオ界で使用される。また一般的には、音の知覚的属性の1つである「音の大きさ」や、高い音は細く、低い音は太く聞こえるという音の持つ空間的な広がり感を示す「音の太さ」（英: auditory volume）を指すこともある。